# Ilakatra
Ilakatra est une commune rurale malgache située dans la partie sud de la région de Fitovinany.